# ミハイ・ラズヴァン・ウングレアーヌ
ミハイ・ラズヴァン・ウングレアーヌ（ルーマニア語: Mihai Răzvan Ungureanu、1968年9月22日 - ）は、ルーマニアの政治家。首相（第62代）。

## 概要
2012年、世界金融危機に対応するための緊縮財政政策により、反政府運動が活発になり、エミール・ボック率いる内閣は2月6日に総辞職する。ウングレアーヌが首相に就任したものの、4月の上下両院合同会議において内閣不信任決議案が可決され、再び総辞職した。
| 公職                         | 公職                                | 公職                    |
| ---------------------------- | ----------------------------------- | ----------------------- |
| 先代 カタリン・プレドユ 代行 | ルーマニア共和国首相 第62代：2012年 | 次代 ヴィクトル・ポンタ |